# Kőrösy Kornél
Szántói Kőrösy Kornél (Budapest, 1879. december 2. – Budapest, Terézváros, 1948. július 14.) orvos, egyetemi magántanár, genetikus. Kőrösy József fia, Kőrösy Ferenc vegyészmérnök apja és Yossi Korazim-Korosy izraeli szociológus nagyapja.

## Élete
Kőrösy József (1844–1906) és Katzau Gabriella (1853–1928) fia. 1903-ban nyerte el orvosi diplomáját, majd fiziológiával foglalkozott és számos értekezést írt e tárgykörből. 1910-ben az egyetem legfiatalabb magántanáraként habilitálták. 1916-ban egyetemi rendkívüli tanári, s később nyilvános rendes tanári címet kapott adjunktusi kinevezése mellé. 1908 és 1914 között több hosszabb külföldi tanulmányúton vett részt, így dolgozott a párizsi Pasteur Intézetben, a világhírű biokémikus, Hermann Emil Fischer berlini intézetében, a neves mikrobiológus, Martinus Beijerinck delfi intézetében és Jacques Loebbel a New York-i Rockefeller Intézetben. 1918–1920-ban a Tangl Ferenc halála után megüresedett élettani tanszéket helyettesként vezette, amikor Farkas Géza vette át. Az anyagcsere vizsgálatával, majd biometriával foglalkozott, és az utóbbi számítási módszereit az orvostudományban is igyekezett alkalmazni. Később örökléstani kérdésekkel is foglalkozott. Értekezései hazai és külföldi szaklapokban jelentek meg. 1943–1944-ben a Magyar Zsidók Pro Palesztina Szövetsége elnöke volt. Halálát szívelégtelenség okozta.

## Családja
Házastársa Holitscher Blanka (1884–1961) volt, Steiner Ármin és Blass Hermina lánya, akivel 1905. június 25-én Budapesten kötött házasságot.
Gyermekei:
- Kőrösy Ferenc (1906–1997). Első felesége 1929–35 között Bajor Márta, második felesége 1935-től haláláig Arányi Stefánia (1905–1998) volt.[8][9]
- Kőrösy Klára (1908–?). Férje dr. Kelemen Sándor (1904–1979) ügyvéd volt.[10]
- Kőrösy József (1910–1945)[11] gépészmérnök. Felesége Palotai Lili volt.
- Kőrösy Zsuzsanna (1915–1983) pszichoanalitikus, egyetemi oktató.[12] Férje Déri Ottó (1911–1969) gordonkaművész, jogász volt.[13]

## Művei
- Versuch einer Theorie der Gen-Koppelung (Leipzig, 1928)